# 筑波大学附属中学校・高等学校
筑波大学附属中学校・高等学校（つくばだいがくふぞくちゅうがっこう・こうとうがっこう、英: Junior and Senior High School at Otsuka, University of Tsukuba）は、東京都文京区大塚に所在する国立中学校・高等学校。
筑波大学の附属学校である。通称は「筑附（つくふ）」、「附属（ふぞく）」。

## 概要
1888年（明治21年）に高等師範学校の尋常中学科として昌平坂学問所跡に設立された。第二次世界大戦中には、当時の文部省の指定に基づき、特別科学学級が設置された。
1950年（昭和25年）より男女共学となり、中学、高校ともに外部からの入学者を受け入れている。
中学には制服があり、男子は海軍兵学校学生服型（ネイビーブルー。セーラー服同様に着丈が短く、詰襟で前合わせもホック留め、前合わせ・襟・袖に黒の蛇腹リボン装飾の上着。かつての海軍士官型でもある。）、女子はセーラー服である。
高校もかつては中学と同じ制服を使用したが、1970年（昭和45年）2月に生徒自治会および教員委員会の決定によって服装既定が廃止され、現在は私服である。
中学は「強く、正しく、朗らかに」を、高校は「自主・自律・自由」をそれぞれモットーとしている。

## 沿革

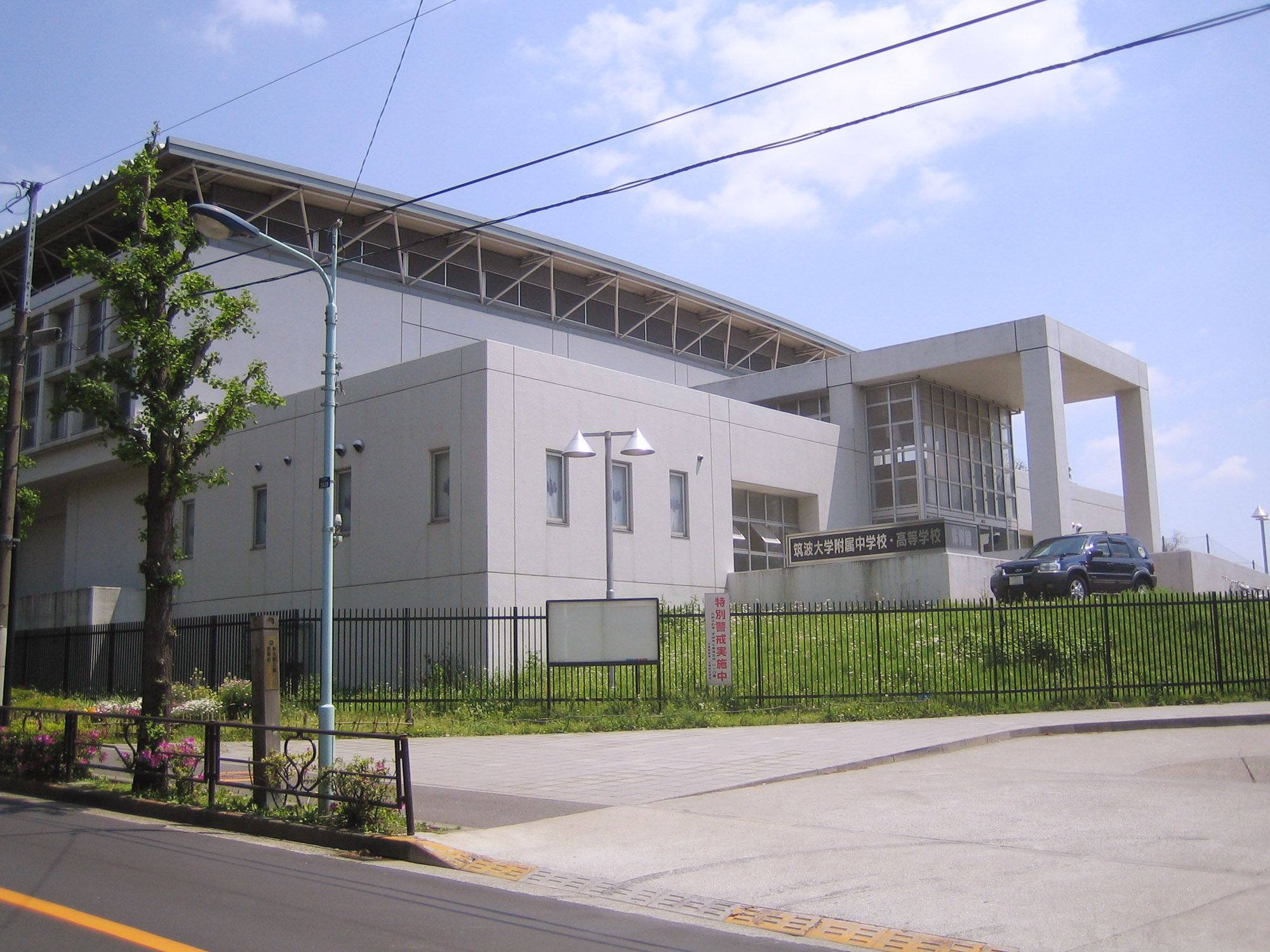
体育館

- 1888年 - 昌平坂学問所跡に高等師範学校の尋常中学科を設立する。
- 1896年 - 高等師範学校から分離し、高等師範学校附属尋常中学校となる。
- 1899年 - 高等師範学校附属中学校と改称する。
- 1903年 - 東京高等師範学校附属中学校と改称する。
- 1929年 - 長野県芦田村に高原寮（現：蓼科桐陰寮）を設置する。
- 1940年 - 小石川区大塚町56（現在地）の新校舎に移転する。
- 1947年 - 学制改革により、東京高等師範学校附属中学校となる。
- 1948年 - 学制改革により、東京高等師範学校附属高等学校となる。
- 1949年 - 東京教育大学附属中学校・高等学校と改称する。
- 1950年 - 高校1年より男女共学始まる。
- 1978年 - 筑波大学附属中学校・高等学校と改称する。
- 1996年 - 中学・高校体育館が完成する。
- 2004年 - 国立大学法人筑波大学に移管する。
- 2008年 - 創立120周年を迎え、記念式典が挙行される。
- 2014年 - 桐陰会館が竣工。文部科学省よりスーパーグローバルハイスクール (SGH) の幹事校としての指定を受ける。
- 2018年 - 創立130周年を迎え、記念式典が挙行される。

## 教育方針

### 中学校
育てたい資質として次の7つを挙げている。
1. 自主自律の精力
2. 強い意志とたくましい実践力
3. 積極的な創意と探究力
4. 広い視野に立つ正しい判断力
5. 明朗率直で誠実な態度
6. 集団生活における協力と責任
7. 人間愛にもとづく思いやりの心

### 高等学校
1. 自主・自律・自由をモットーとしています。
2. 全人的人間の育成という本校の伝統的教育精神を基盤として、知育、徳育、体育の調和をはかります。
3. 教科教育においては、特に、体系的かつ基本的な知識・技能・態度の修得の徹底を期しています。
4. 特別教育活動においては、計画的、実践的、協力的人間の育成と生徒の個性の伸長につとめます。
5. 生徒指導においては、生徒の個人的な現実の問題解決を援助するとともに、将来の進路の開拓を指導します。

## 学校行事

### 中学校
- 4月 - 入学式、始業式、総合健康診断
- 5月 - 修学旅行（3年）、校外学習（1年：社会科、2年：理科、3年：美術科）
- 6月 - 前期中間考査
- 7月 - 黒姫高原生活（2年）、富浦海浜生活（1年）、夏休み
- 8月 - 夏休み
- 9月 - 教育実習期間、開校記念日、運動会、前期期末考査
- 10月 - 開学記念日、前期終業式、秋休み、後期始業式
- 11月 - 学芸発表会、委員長陣（生徒会役員）選挙、研究協議会、後期中間考査
- 12月 -生徒会総括、冬休み
- 1月 - 冬休み、委員長陣所信表明、生徒会基本方針演説
- 2月 - 入学試験、学年末考査
- 3月 - ファイナルコース（3年）、卒業式、修業式、春休み

### 高等学校
- 4月 - 入学式、前期始業式、対面式、開成レース（ボート部対開成高校定期戦）
- 5月 - 校外学習（2学年）、生徒総会
- 6月 - 院戦（対学習院総合定期戦）、前期中間考査、進路説明会
- 7月 - 蓼科生活（1学年）
- 8月 - 各部合宿、学校説明会
- 9月 - 桐陰祭（文化祭）
- 10月 - 前期期末考査、前期終業式、後期始業式、スポーツ大会、学校説明会
- 11月 - 沖縄修学旅行（2学年）
- 12月 - 学年末考査（3学年）、後期中間考査（1・2学年）
- 1月 - 入学試験（附属中学）、柔道部・剣道部寒稽古
- 2月 - 百人一首大会、入学試験（一般中学）
- 3月 - 学年末考査（1・2学年）、卒業式、後期終業式、湘南戦（サッカー部対湘南高校定期戦）、各部合宿

### 院戦（対学習院総合定期戦）
筑波大学附属高校と学習院高等科、学習院女子高等科との間でスポーツの定期戦が毎年6月に行われている。
1896年（明治29年）、旧制学習院中等科（現：学習院高等科）との間で、柔道部と野球部の対抗戦が始まった。当時の附属中学と学習院中等科はどちらも官立（今でいう国立）学校だったからである。（附属中は文部省、学習院は宮内省の管轄だった。）その後、1904年から1940年の間に端艇部、陸上競技部、射撃部、水泳部が順次参加することとなった。1944年に戦況悪化のため中止後、1947年に再開された。1948年に剣道、庭球、卓球が参加して、1951年に男子の定期戦総合化（この回を第1回としている）、1952年に女子の定期戦開始（排球、籠球、庭球、卓球）、1956年にすべての種目において男女合同化し、1966年（昭和41年）、全員参加のスポーツ大会となった。当時の種目は、男子が野球、柔道、籠球、排球、蹴球、卓球、硬式庭球、陸上、水泳、馬術、女子は籠球、排球、卓球、硬式庭球であった。
現在は正式種目として、男女陸上、男女籠球、男女水泳、男女硬式庭球、男女排球、野球、蹴球、男女剣道、柔道、女子バドミントン、卓球、馬術、ボートがあり、その他に一般種目として年度によって、フットサル、ドッジボール、大縄や他競技のエキシビションマッチが行われることもある。
この6月のスポーツの定期戦は、筑波大学附属高校では「院戦」、学習院では「附属戦」の名で親しまれている（ただしボート競技は毎年4月に行われる。）。

### 開成レース
筑波大学附属高校と開成高校とのボート部定期戦（通称「開成レース」）が毎年4月に戸田漕艇場で行われている。1920年から実施されており、日本で最も歴史を持つ学校間定期戦である（2025年現在、48勝48敗）。

### 湘南戦
筑波大学附属高校と神奈川県立湘南高校とのサッカー部定期戦（通称「湘南戦」）が、1947年から行われている。

### 文化祭
文化祭は「桐陰祭」と呼ばれ、毎年9月に2日間に渡り開催されている。

### 交換留学
中華人民共和国の北京師範大学第二附属中学やシンガポールのホワチョン（華中）高校との間で短期交換留学が毎年行われている。

## 象徴

### 校章
1888年（明治21年）11月に五三の桐の校章が制定された。その桐章は、明治天皇の行幸の際、皇室の御紋章である五七の桐章を校章に用いるようご沙汰を頂いたことによる。しかし五七の桐では不敬にわたることがあってはとの理由で五三の桐となった。

### 校歌
1902年（明治35年）、卒業生の穂積重遠（10回：1901年卒）による提唱で、山根磐と宮島秀夫（共に12回：1903年卒）が作詞し、鈴木米次郎（本校の教官）が作曲した「桐陰会会歌」が、校歌に当たるものとして制定され、現在に至るまで「桐陰会歌」の名で歌い継がれている。

## 部活動

### 中学校
- 部活動：男子水泳部 - 女子水泳部 - 蹴球部 - 男子硬式庭球部 - 女子硬式庭球部 - 排球部 - 野球部 - 陸上競技部 - 男子籠球部 - 女子籠球部 - ダンス部 - 剣道部 - バドミントン部 - 卓球部
- 研究会：音楽研究会 - 化学研究会 - 電子電脳技術研究会 - 美術研究会 - イラスト研究会 - 天文研究会 - 鉄道研究会 - 演劇研究会 - アジアの子供の会 - 家庭科研究会 - 文芸研究会 -  軽音研究会
- 同好会：競技かるた同好会 - 囲碁将棋同好会

### 高等学校
- 運動部：野球 - 陸上競技 - サッカー - フットサル - 女子サッカー - バドミントン - バレーボール - 水泳 - 硬式テニス - バスケットボール - 柔道 - 剣道 - 弓道 - ダンス - ボート - ハンドボール - 馬術 - 卓球
- 文化部：オーケストラ - 美術 - 英字新聞 - 化学 - クイズ研究 - 写真映画 - アカペラ - かるた - JAZZ研究
- 同好会：TCA（コンピュータ） - 演劇 - 文芸愛好会 - 軽音楽 - 数学 - 将棋 - ジャグリング - 書道 - ソフトテニス

野球部
- 1946年に国公立学校初の東京代表[12]として第28回全国中等学校優勝野球大会に出場・ベスト4の成績を上げている。全国大会の会場は阪急西宮球場だったが、本校野球部はいわゆる甲子園の土の持ち帰りで知られている（諸説あり）。準決勝で敗れた際、佐々木迪夫監督が「さあ、5年生（最上級生）はいいから、他は自分のポジションへ行って土を取ってこい。来年、またここへ返しに来よう」と言い[13]、選手たちが各ポジションの土を手ぬぐいに包んで持ち帰った。これが新聞で記録されている最古の持ち帰りである。また、同年の第1回国民体育大会中等学校野球競技で準優勝の成績を上げている。

## 施設

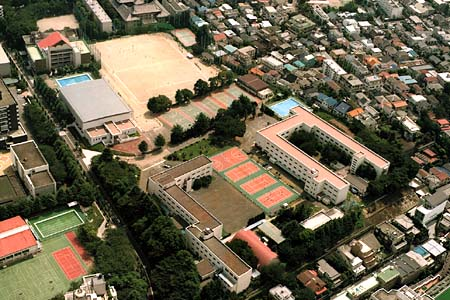
中学校・高等学校施設の全景

- 施設は主に高校校舎・中学校舎、体育館、運動場・コート面、プール、武道館、桐陰会館などからなる。
- 中学校舎は、中庭と育鳳館を囲むL字型の3階建てとなっている。
- 高校校舎は、噴水のある中庭を持ったコの字型の3階建てとなっている。また、2003年度に情報実習室完成・空調設備設置。2005年度に校舎のバリアフリー化として多機能付トイレやスロープ、エレベーターを設置した。
- 敷地内（体育館前）に標高27.47mの三等三角点を持つ。

## 学校関係者

### 同窓会
卒業生の集まりとして、旧制中学時代の1890年（明治23年）に設立された校友会「桐陰会」に名前の由来を持つ「桐陰同窓会」がある。

## 提携校進学制度
お茶の水女子大学附属中学校との提携校進学制度があり、2017年度の導入以来、毎年度若干名の利用実績がある。2022年度入試で悠仁親王がこの制度を利用して入学することになった。2022年度が同制度の期限であったが、さらに5年間延長することが永田恭介筑波大学学長によって発表された。

## 教員勤務時間
中学校は午前8時20分から午後4時50分、高等学校は午前8時10分から午後4時40分。

## アクセス
- 東京メトロ有楽町線護国寺駅徒歩８分
- 東京メトロ丸ノ内線茗荷谷駅徒歩10分

## 関連学校
- 東京高等師範学校
- 東京教育大学
- 筑波大学
  - 筑波大学附属小学校
  - 筑波大学附属駒場中学校・高等学校
  - 筑波大学附属坂戸高等学校
  - 筑波大学附属視覚特別支援学校
  - 筑波大学附属聴覚特別支援学校
  - 筑波大学附属大塚特別支援学校（知的障害）
  - 筑波大学附属桐が丘特別支援学校（肢体不自由）
  - 筑波大学附属久里浜特別支援学校（自閉症）
- 東京都高等学校一覧
- 東京都中学校一覧
- 旧制中等教育学校の一覧 (東京都)